# GMTV
GMTV (Good Morning Television) est une société de production détenant un accord pour fournir des programmes dans la plage horaire du début de matinée sur les chaînes britanniques d'ITV. La société était détenue jusqu'en novembre 2009 à 75 % par ITV et 25 % par la Walt Disney Company. Depuis ITV possède les 100 % de la chaine.

## Présentation
GMTV détient une licence pour le créneau horaire du matin sur Channel 3 depuis 1993, lorsque la société TV-am a perdu la tranche horaire 6 h-9 h 25. La société voulait se baptiser Sunrise Television mais comme le programme matinal de Sky News portait déjà ce nom, et le porte encore aujourd'hui, la chaîne a protesté, ayant pour résultat le nom actuel. La société est alors détenue à 25 % par SMG, détentrice de deux des trois chaînes régionales de Channel 3 en Écosse (Scottish Television et Grampian Television). 
En juin 1994, Walt Disney Holdings accorde un prêt d'un million de £ à GMTV. En 1995, Disney Holdings mentionne une participation de 20 % dans GMTV. Le 30 septembre 2001, Walt Disney Holdings monte à 25 % de GMTV.
En 2004, ITV plc rachète la part de SMG dans GMTV pour 31 millions de £.
Le 28 novembre 2009, ITV rachète pour 22 millions de £ les 25 % détenus par la Walt Disney Company.
Les émissions de GMTV sont enregistrées au Studio 5 des London Studios sur la rive sud de la Tamise, à côté du Royal National Theatre.